# 사헌
사헌(司憲,?~?)은 명나라의 예조판서이다. 임진왜란 때 조선에 대한 문제로 석성과 대립했고, 다음 해인 1593년 사신이 되어 조선에 건너갔다.